# Marko Kopljar
Marko Kopljar (Požega, 12 febbraio 1986) è un ex pallamanista e allenatore di pallamano croato.

## Palmarès

### Club

#### Competizioni nazionali
- Campionato croato di pallamano maschile: 5

Zagabria: 2007-08, 2008-09, 2009-10, 2010-11, 2011-12
- Coppa di Croazia: 5

Zagabria: 2007-08, 2008-09, 2009-10, 2010-11, 2011-12
- Division 1: 2

PSG: 2012-13, 2014-15
- Coppa di Francia: 2

PSG: 2013-14, 2014-15
- Supercoppa di Francia: 1

PSG: 2014
- Liga ASOBAL: 1

Barcellona: 2015-16
- Coppa del Re: 1

Barcellona: 2015-16
- Coppa ASOBAL: 1

Barcellona: 2015-16
- Supercoppa di Spagna: 1

Barcellona: 2015
- Campionato ungherese: 1

Veszprém: 2016-17
- Coppe d'Ungheria: 1

Veszprém: 2016-17

#### Competizioni internazionali
- EHF Cup/European League: 3

Füchse Berlino: 2017-18, 2022-23
Flensburg-Handewitt: 2024-25

### Nazionale
- Giochi olimpici

 Londra 2012
- Mondiali

 Croazia 2009
 Spagna 2013
- Europei

 Austria 2010
 Serbia 2012, Polonia 2016